# 五八城迁
五八城迁是1958年至1960年由杭州市人民政府发起的将城市及近郊中“存在政治问题的分子”迁移到远郊农村的政治运动，这些迁移人口也被称作城迁人员，主要为国民党军政人员及其家属子女。1958年杭州市公安局下发《把地富反坏右和其他反社会主义分子迁移到农村参加监督生产劳动改造的宣传提纲》，宣布“把留在城区社会上和工厂、企业、机关、学校内部的一些地主、富农、反革命分子、坏分子、右派分子和其他反社会主义分子迁移到农村，参加农业生产，以便在群众的监督下进一步加强对他们的劳动改造”。大量杭州城市人口被划定为“中右分子”、“反社会主义分子”被遣送农村，家属子女被剥夺受教育、务工、从政的机会，长期遭受社会歧视，在文革中遭到极大迫害。随着文革结束后开始拨乱反正，城迁人员开始上访申诉并获得了经济赔偿，但在过程中仍遭到地方政府的阻扰。